# I segreti di Nicholas Flamel, l'immortale - Il mago
I segreti di Nicholas Flamel, l'immortale - Il mago (The Magician: The Secret of the Immortal Nicholas Flamel), abbreviato come Il mago, è un romanzo fantasy per ragazzi del 2008 di Michael Scott pubblicato nel 2009. È il secondo libro della saga I segreti di Nicholas Flamel, l'immortale, concepito come seguito de L'alchimista e precedendo L'incantatrice.
Ambientato a Parigi, ha come protagonista John Dee (il mago del titolo) ed è incentrato sull'elemento del fuoco.

## Trama
La storia inizia pochi istanti dopo la fine del romanzo precedente, con i gemelli, Scatach e Nicholas Flamel che, dopo aver attraversato una porta di energia, si ritrovano all'interno della chiesa del Sacro Cuore di Parigi. All'istante vengono aggrediti da un Tulpa, un essere creato con il solo pensiero sfruttando i materiali circostanti, in quel caso la cera. Dopo vari minuti di battaglia, Sophie fa divampare la propria aura e lo distrugge.
Scatach riconosce all'istante l'odore magico del tulpa: muschiato o, meglio, serpente. Il suo creatore è senz'altro quello di Niccolò Machiavelli, un immortale potente quanto John Dee che manipola nell'ombra l'intera comunità europea e che ha come schiavo un uomo pesce-anfibio di nome Dagon. Il loro nuovo nemico ha inoltre aizzato la polizia francese ed i servizi segreti contro di loro, ordinando di circondare la chiesa.
Sophie allora, per evitare di essere visti ed arrestati, evoca un torrente di nebbia che si riversa nel territorio circostante. I quattro allora fuggono e si rifugiano in un bar di Parigi, dove però vengono di nuovo attaccati e salvati, questa volta, dall'abilità guerriera di Scatach. Nel frattempo, Flamel ha contattato la Strega di Endor, la quale si è offerta di rintracciare un possibile alleato a Parigi, che li aspetterà sotto la Tour Eiffel.
I quattro allora si recano lì, scoprendo che il loro alleato è il Conte di Saint-Germain, il Maestro del Fuoco ed allo stesso tempo un importante rock star europea. Il conte si offre di ospitarli in casa propria ed insegnare a Sophie la Magia del Fuoco. Prima che però il gruppo possa muoversi, Niccolò Machiavelli si reca lì con al seguito degli agenti della polizia. Saint-Germain allora evoca una cascata di fiamme e fuochi d'artificio sulla Tour Eiffel, facendola risplendere di mille colori e creando abbastanza confusione per poter scappare.
Saint Germain, Scatach ed i gemelli allora si recano nella residenza del primo, mentre Flamel torna a casa propria. Dopo essere sfuggito ad alcuni agenti della polizia, scopre a malincuore che la sua residenza è divenuta una sorta di locanda. Senza perdersi d'animo, evoca un incantesimo e rende semiliquide le pietre di marmo che compongono l'edificio, vi immerge le mani ed estrae un pacco di fogli di giornale.
Nel frattempo, nella casa di Saint Germain, i gemelli incontrano Giovanna d'Arco, la Pulzella d'Orlèans, storica amica di Scatach ed immortale con l'aura d'argento, nonché, con grande sorpresa di tutti, moglie del Conte di Saint-Germain.
Il gruppo, dopo aver cenato, si reca infine a dormire, proprio mentre Flamel torna a casa. Con evidente eccitazione, l'uomo mostra a tutti ciò che aveva recuperato e si nascondeva tra i fogli di giornale: Clarent, la Spada del Codardo. Essa è la spada utilizzata da Mordred per uccidere Re Artù e controlla l'elemento del fuoco. L'uomo, senza degnare d'attenzioni le intimazioni di Scatach sulla pericolosità dell'arma, l'affida a Josh, unico membro del gruppo senza modo di difendere se stesso in quanto i suoi poteri sono inattivi.
Inizia così l'addestramento di Josh nella scherma, nonché quello di Sophie riguardo alla Magia del Fuoco da parte di Saint-Germain.
Durante questi avvenimenti, Niccolò Machiavelli è stato raggiunto da John Dee, scampato per poco alla furia della Strega di Endor, ed i due decidono di chiamare in aiuto le Dísir o Valchirie, tre dee che hanno la capacità di evocare Níðhöggr, un essere primordiale con poteri giganteschi.
Machiavelli e Dee consentono alle Disir di attaccare. Le tre evocano così Niddhoggr, che riesce a catturare Scatach, non prima di essere ferito da Josh per mezzo di Clarent. Il punto in cui la spada lo ha ferito inizia all'istante a bruciare, ed il mostro così viene trucidato dall'interno. In preda al dolore, esso scappa verso la Senna con Scatach tra le zampe. Josh, da solo, decide di seguirlo. Il ragazzo, infatti, nel momento in cui ha ferito il mostro ha percepito alcuni suoi ricordi ed ora ha fame di essi.
Nel frettempo Sophie Giovanna d'Arco sono state sorprese dalle Disir, ma le due ragazze riescono a sconfiggerle: dopo una dura battaglia, Sophie unisce le Magia del Fuoco e dell'Aria per avvolgerle con un tornado infuocato, per poi abbassare la temperatura dell'aria così in fretta che le Disir si ritrovano intrappolate in un blocco di solido ghiaccio.
Assieme a Flamel e Saint Germain, Sophie e Giovanna d'Arco si recano in automobile sulle tracce di Nidhoggr, Scatty e Josh. Quest'ultimo aveva raggiunto e ferito ulteriormente il mostro, in preda ad un'agonia profonda. Per riuscire a porre fine al calore che gli stava distruggendo il corpo, esso aveva intenzione di buttarsi nella fredda Senna, portando con sé Scatach.
Prima che Josh potesse fermarlo, venne però fermato dall'ultima Disir, che lo aveva seguito. Dopo una battaglia in cui Josh stava per avere la peggio, un muro di fiamme gialle si estende fra i due combattenti, separandoli. Josh si gira in cerca del creatore dell'inferno di fuoco e nota Machiavelli e Dee, le cui mani sono avvolte da un alone sulfureo, che lo incitano a fuggire con loro tramite la loro automobile.
Il ragazzo, pur di sfuggire alla Disir, acconsente e viene portato dapprima nelle fogne di Parigi, dopo nelle sue catacombe.
Pochi istanti dopo, Sophie, Giovanna d'Arco, Saint-Germain e Flamel arrivano lì. Giovanna d'Arco elimina la Disir, mentre gli altri, anche se a fatica, riescono a salvare Scatty, ormai svenuta, dalle mani del mostro.
Poco prima che si potessero mettere sulle tracce di Josh, Dagon emerge dalle acque ed afferra Scatach, trascinandola via ed uccidendola apparentemente.
I quattro, senza avere il tempo di compiangere l'amica persa, si recano nelle catacombe, dove Dee e Machiavelli hanno risvegliato il Dio della Guerra, Marte Ultore e i suoi figli Phoibos e Deimos.
Il dio si offre di risvegliare i poteri di Josh, sempre che lui acconsenta a ripagarlo un giorno. Il ragazzo accetta ed i suoi poteri vengono finalmente risvegliati. Dopodiché, Marte fa dono a Josh di una misteriosa conoscenza toccando lui il volto.
Sophie, furiosa di rabbia per il rapimento di Josh, aggredisce Dee, Machiavelli e Marte stesso, il cui corpo è rinchiuso nella propria aura, indurita come una lastra di pietra. Il dio rivela che è stata la Strega di Endor a maledirlo in quel modo. Sophie viene colta quindi da alcuni ricordi appartenenti alla Strega e, soprattutto, dal controincantesimo della maledizione.
La ragazza dice a Marte che se lascerà il fratello lo aiuterà ma, non appena Marte lascia libero il ragazzo, lei si rimangia il patto e Flamel evoca una nube di spore scintillanti di energia aurica che si poggiano sulle pareti d'osso delle catacombe e le sciolgono. Marte viene così sepolto dalla gelatina d'ossa mentre il gruppo fugge.
Nel frattempo, Dee e Machiavelli si erano preparati ad uscire dalle catacombe, ma Marte li minacciò che se non gli avessero dato aiuto li avrebbe dati in pasto ai propri figli. Dee, furioso di rabbia, evoca allora un incantesimo inverso a quello di flamel, solidificando l'osso liquido ed intrappolando Marte ed i suoi figli al suo interno.
Machiavelli e Dee allora provano un'ultima mossa: risvegliano i gargouille di Parigi e li aizzano contro i nostri eroi. Giovanna d'Arco evoca allora una freccia di energia aurica solida e la scaglia contro Machiavelli, il quale quasi sviene dal dolore. I gorgouille controllati da questo vengono così a mancare, ma Dee riesce ancora a manipolare altri gorgouille, apparentemente indistruttibile. Allora a Josh viene in mente un'idea: unire la magia dell'aria e del fuoco per riscaldare i gorgouille e successivamente infrangerli con il freddo.
Saint-Germain e Giovanna d'Arco uniscono quindi i propri poteri ed irradiano di fiamme gli esseri di pietra, mentre Josh e Sophie combinano le forze per evocare un vento glaciale. I gargouille crollano uno dopo l'altro, ed anche quando Saint-Germain e Giovanna d'Arco crollano per la stanchezza, Sophie e Josh continuano ad attaccare con un vento talmente gelato che le pietre esplodevano non appena vi andavano a contatto. In quel momento, Flamel capisce la vera potenza dei ragazzi.
I gemelli e Flamel, riusciti finalmente a sfuggire a Dee e Machiavelli, si recano quindi a casa di Saint-Germain e preparano i bagagli, per poi recarsi alla stazione per partire di nuovo, stavolta alla volta di Londra, dove l'immortale più vecchio del mondo potrà insegnare ai gemelli, ormai entrambi risvegliati, l'uso della magia dell'acqua: Gilgamesh il Re.